# Modern Girl (Meat Loaf)
Modern Girl è una canzone scritta da Paul Jacobs e Sarah Durkee e cantata da Meat Loaf. È stata anche il primo singolo tratto dall'album del 1984 Bad Attitude, risultato uno dei suoi pochi successi degli anni '80.

## Formati
"Modern Girl" è stato distribuito in diverse versioni. Tutte le versioni contengono "Modern Girl" e "Take a Number", un b-side non tratto dall'album. Negli Stati Uniti la canzone venne pubblicata in duetto con Clare Torry con il titolo di "(Give Me the Future with a) Modern Girl" e con la canzone presa dall'album "Sailor to a Siren" come lato b.

### Performance dal vivo
Meat Loaf ha cantato molte volte "Modern Girl" durante gli anni '80. La ripropose durante i tour The Very Best of Meat Loaf e Storytellers verso la fine degli anni '90.
Quando la esegue dal vivo Meat Loaf non canta la parte del coro di "Gimme the Future" ma la lascia ai coristi. Meat Loaf usa questo arrangiamento per altre canzoni del suo repertorio come "Blind Before I Stop", "Masculine" e "Dead Ringer for Love".